# Lotus T125
Lotus T125, znany także jako Lotus Exos – samochód produkcji Lotus Cars, stylizowany na samochód Formuły 1, zaprezentowany w 2010, a produkowany w 2011 roku. Samochód jest napędzany silnikiem Cosworth 3,5 l o mocy 650 KM. W przeciwieństwie do samochodu Formuły 1 Lotus T125 został wyposażony w zwykły rozrusznik, w związku z czym do uruchomienia silnika nie są potrzebni mechanicy. Nadwozie monocoque wykonane zostało z włókien węglowych, a przedni i tylny spojler zostały wyprodukowane w zgodzie z regulaminem Formuły 1 na rok 2009. Układy: hamulcowy, wydechowy, kierowniczy oraz zawieszenie także zostały wykonane na wzór samochodu Formuły 1. Wyprodukowano 25 egzemplarzy modelu, a cena za sztukę to 650 000 funtów. Producent utrzymuje, że silnik jest w stanie osiągnąć bez remontu przebieg 4500 km. Z myślą o posiadaczach tego modelu powstała specjalna seria wyścigów, a szkoleniem ich umiejętności zajmą się m.in. Mika Häkkinen i Jarno Trulli